# Гамалея, Михаил Михайлович
Михаил Михайлович Гамалея (1796—1868) — российский государственный деятель, могилёвский губернатор., член Совета министра внутренних дел. Тайный советник.

## Биография
Сын штаб-лекаря Михаила Леонтьевича Гамалея, младший брат сенатора Николая Михайловича Гамалея, родился 8 (19) января 1796 года (по Тульскому родословцу — в 1795 году).
В ноябре 1811 года поступил воспитанником в Корпус инженеров путей сообщения и 15 мая 1812 года произведён в прапорщики. В мае 1814 года поступил в 3-ю конно-артиллерийскую роту, в феврале 1819 года переведён в лейб-гвардейский Кирасирский полк с переименованием в корнеты и 1 марта того же года произведён в поручики. Продолжая службу в этом полку, был произведён в штабс-ротмистры (13 февраля 1822) и ротмистры (25 июня 1826). По домашним обстоятельствам 8 января 1828 года был уволен в отставку подполковником с мундиром. 
Был избран 20 января 1835 года Тульским уездным предводителем дворянства. 1 февраля 1838 года назначен Тульским вице-губернатором с переименованием в надворные советники. В следующем году произведен в коллежские советники, а в 1841 году — в статские советники. Должность вице-губернатора занимал до 1845 года. 20 декабря 1846 года произведен в действительные статские советники. Затем был могилевским гражданским губернатором (1845—1855) и в чине тайного советника членом Совета министра внутренних дел (1861). В 1865 году уволен в отставку.
Скончался11 (23) сентября 1868 года. Похоронен на Никольском кладбище Александро-Невской лавры.

## Семья
Был женат на Иустине Климентовне Голиковой (ок. 1810 — 18.04.1884). Их дети: Михаил (1831—04.03.1878), статский советник, и Надежда (1833—26.10.1896), фрейлина, умерла от чахотки — похоронена в Александро-Невской лавре вместе с родителями на Никольском кладбище.